# Будте
Будте (лит. Butė) — персонаж литовской мифологии, богиня мудрости.
Исследователь литовской мифологии Т. Нарбут в своей «Истории Литвы» говорит, что это название он заимствовал из одного простонародного сказания, ходившего в окрестностях Мемеля, о приключениях одного мореплавателя; из этого сказания оказывается, что под именем Будте обоготворяли мудрость. Именно в нём говорится: «Мудрость, или разум, который бодрствует над всякими делами доброго человека, находится в руках божественной личности, называющейся Будте, которая наделяет этим даром людей, и они становятся славными». "Очевидно, — продолжает литовский историк, — здесь речь идет о литовской Минерве, но её происхождение имело другое начало, чем Минервы древнегреческой. Геродот ясно говорит, что древние египтяне поклонялись богине Буте, которой воздавали честь и древние греки.
Фр. Ноэль в статье «Bute» замечает, что эта богиня перешла от индийцев к египтянам, японцам (под именем Буто) и другим народам.
Нарбут полагает, что и литовская Будте относится к тому же разряду божеств. Наконец, он указывает на существующее в литовском языке слово Budas, значение которого обширно: обычай, мнение, рассудок, мудрость, — так что миф о богине мудрости не является чужим для литовской мифологии.
В Литве и Жемайтии (близ Мемеля) в честь Будте раньше устраивались игры и песнопения.